# International Association of Genocide Scholars
International Association of Genocide Scholars est une ONG qui cherche à promouvoir la recherche et l'enseignement sur la nature, les causes et les conséquences des génocides, et à faire progresser les études sur la prévention des génocides. Par ailleurs, l'association propose des mesures politiques et législatives à l'attention des gouvernements et des institutions internationales, afin de prévenir les génocides et les crimes associés. Enfin, elle fait office d'expertise pour les tribunaux amenés à juger et condamner les crimes de génocide,.

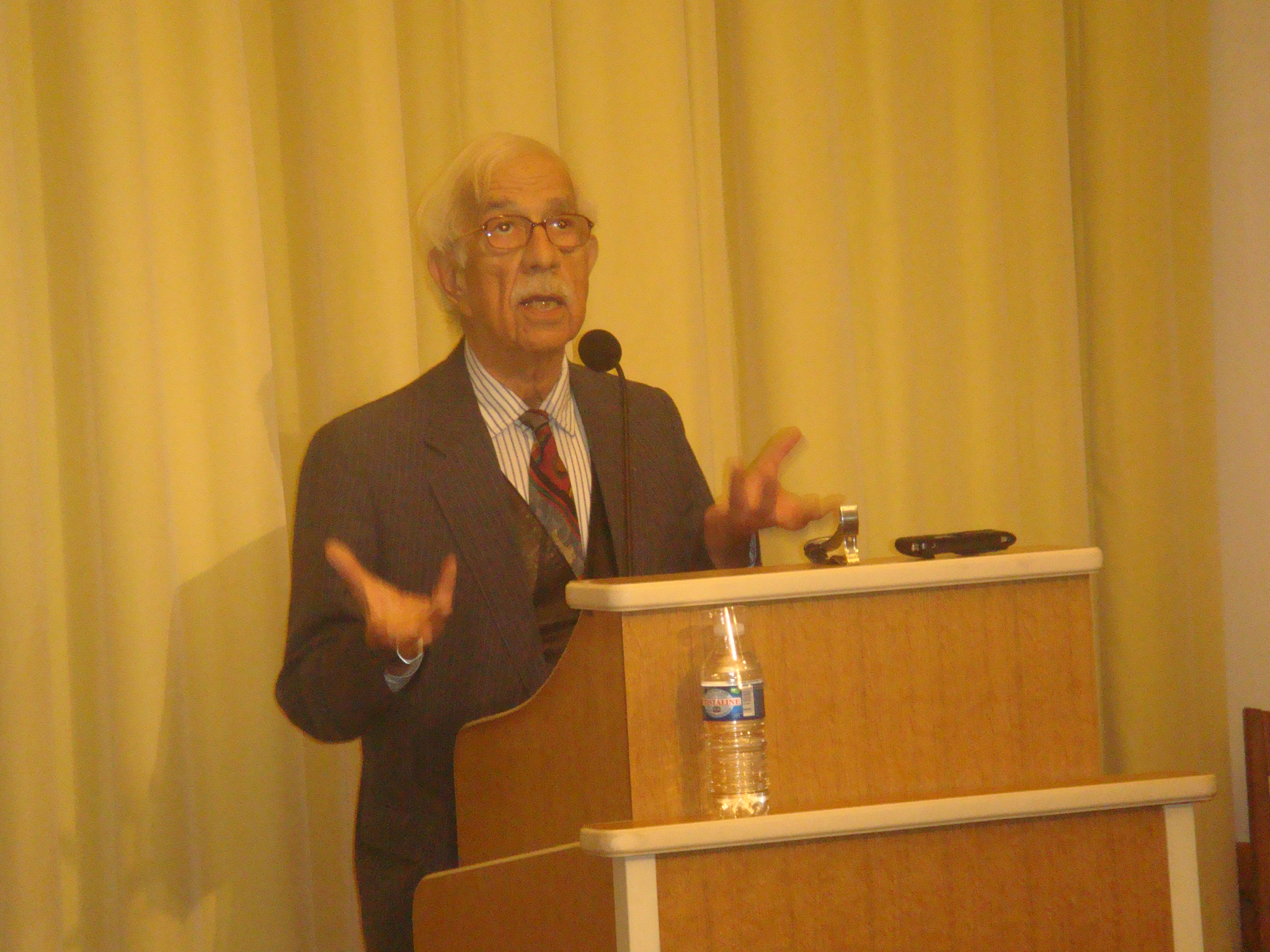
Israel Charny, un des fondateurs de l'IAGS, en 2010.

Les membres constituants de l'IAGS sont principalement des chercheurs et universitaires, mais aussi des militants d'associations humanitaires, des artistes, des survivants de génocide, des journalistes, des juristes et des décideurs politiques.
Depuis 2006, l'association publie une revue académique à comité de lecture :  Genocide Studies and Prevention.

## Résolutions
L'IAGS a officiellement publié des résolutions reconnaissant le génocide arménien, le génocide grec pontique et le génocide assyrien commis par le gouvernement ottoman, ainsi que le génocide commis par le gouvernement soudanais et les milices Janjawid au Darfour, le génocide commis par l'État islamique contre les minorités religieuses et politiques en Syrie et en Irak, et le génocide commis par le gouvernement birman contre les Rohingyas.
L'association a publié une résolution dénonçant les crimes commis par le gouvernement de Robert Mugabe au Zimbabwe, et les qualifiant d'épuration ethnique à l'encontre de la minorité ndébélée.
D'autres résolutions dénoncent le négationnisme d'État face aux génocides, en particulier l'Iran face à l'Holocauste, et la Turquie face au génocide arménien.
En 2022, une résolution de l'association condamne l'invasion russe de l'Ukraine. L'IAGS précise qu'il n'existe aucune preuve de génocide sur la minorité russe du Donbass de la part du gouvernement ukrainien, et déplore l'instrumentalisation à des fins politiques du terme de génocide par Vladimir Poutine.

## Historique

### Contexte

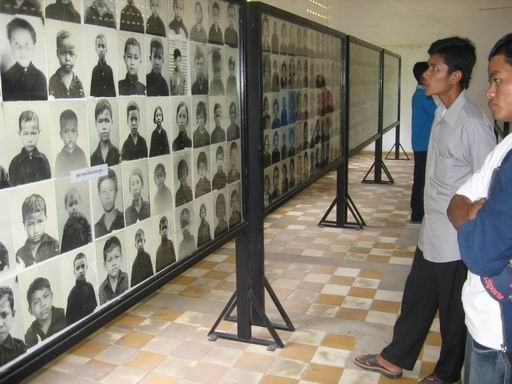
Galerie de portraits de victimes des Khmers Rouges au musée Tuol Sleng sur le génocide, Cambodge.

Dans les années 1980 peu de chercheurs s'intéressent à l'étude des génocides. Les premières études comparatives sont publiées au début de cette décennie, les plus importantes étant Genocide: Its Political Use in the Twentieth Century du sud-africain Leo Kuper, et Accounting for Genocide de l'américaine Helen Fein. Cette dernière fonde, en 1982 à New-York, l'Institut pour l'étude des génocides, au sein de l'université de cette ville. La même année, Israel Charny organise à Jérusalem la première conférence sur l'analyse comparée des génocides, et Gregory Stanton de l'université de Yale lance un programme d'étude sur le génocide perpétré par les Khmers rouges : le Cambodian Genocide Project.
Ces débuts dans l'étude comparative des génocides sont critiquées par certains historiens qui mettent en avant l'unicité de l'Holocauste. Par ailleurs, les institutions académiques sont rétives à accueillir dans leurs publications et conférences des études sur les génocides, qui sont par nature interdisciplinaires, faisant appel à l'histoire tout autant qu'à la sociologie, la géopolitique, le droit ou la psychanalyse. De ce fait, les chaires universitaires disponibles pour de telles études sont également rares.
Tout cela change dans les années 1990, à la suite du génocide au Rwanda en 1994, et des crimes de guerre en Bosnie de 1992 à 1995. Les études comparatives de génocide sortent de la confidentialité et deviennent un sujet important et urgent aux yeux de la communauté internationale.

### International Association of Genocide Scholars
L'idée d'une association regroupant les universitaires travaillant sur les génocides apparaît lors d'une discussion entre Israel Charny, Helen Fein, Robert Melson et Roger Smith, en marge de la conférence Remembering for the Future Two, qui se tient à l'Université Humboldt de Berlin en 1994. Sur plusieurs jours de conférence, il y a une seule session de trois heures consacrée à l'étude comparative des génocides, ce qui met en évidence le besoin de créer une association pour promouvoir l'étude et la prévention des génocides.
L'Association of Genocide Scholars est créée fin 1994, et entre alors dans le giron de l'Institut pour l'étude des génocides préexistant à l'Université de New-York. La première conférence se tient en 1995 au College of William and Mary, à Williamsburg, aux États-Unis, et compte 45 participants. Helen Fein est désignée première présidente de l'AGS.
Par la suite, les conférences sont tenues bisannuellement, en 1997 à l'Université Concordia au Canada, en 1999 à l'université du Wisconsin aux États-Unis, et en 2001 à l'université du Minnesota aux États-Unis.
L'intérêt pour ces conférences et pour l'étude des génocides croit rapidement, et de nombreux universitaires réclament une structure plus internationale, sortant du cadre nord-américain. En 2001, l'AGS revoit ses statuts et devient l'International Association of Genocide Scholars. Les nouveaux statuts exigent qu'au moins un des membres du conseil d'administration ne vienne pas d'Amérique du Nord, et que la conférence bisannuelle se tienne régulièrement en dehors de ce continent.
Ainsi, en 2003, la conférence de l'IAGS se tient pour la première fois en dehors d'Amérique, à Galway, en Irlande, et voit participer 200 personnes. Les conférences continuent ensuite de se dérouler tous les deux ans, avec en 2007 la première conférence à se tenir en dehors d'un pays anglophone et dans un pays ayant subi un génocide récent, à Sarajevo, en Bosnie-Herzégovine. Certaines conférences se concentrent sur un sujet particulier, tel que le génocide amérindien, le génocide arménien, le génocide des Aborigènes d'Australie, ou encore le génocide cambodgien.

## Présidences
- Henry Theriault (2017–présent)
- Andrew Woolford (2015–2017)
- Daniel Feierstein (2013–2015)
- Alexander Hinton (2011–2013)
- William Schabas (2009–2011)
- Gregory H. Stanton (2007–2009)
- Israel W. Charny (2005–2007)
- Robert Melson (2003–2005)
- Joyce Apsel (2001–2003)
- Frank Chalk (1999–2001)
- Roger Smith (1997–1999)
- Helen Fein (1995–1997)